# Flugunfall der Fiji Air bei Vanua Balavu
Der Flugunfall der Fiji Air bei Vanua Balavu ereignete sich am 27. Dezember 1986, als eine auf einem Inlandslinienflug der Fiji Air von Vanua Balavu nach Suva-Nausori befindliche de Havilland DH-114 Heron 2 kurz nach dem Start außer Kontrolle geriet und abstürzte, wobei von den drei Personen an Bord ein Passagier ums Leben kam.

## Maschine
Bei der betroffenen Maschine handelte es sich um eine 1955 gebaute de Havilland DH-114 Heron 2 mit der Werknummer 14078, die am 18. Juni 1955 mit dem südafrikanischen Luftfahrzeugkennzeichen ZS-DLO ausgeliefert wurde. Im Jahr 1967 wurde die Maschine an die südafrikanische Exchange Yard verkauft. Am 25. April 1968 kaufte die Riley Aviation Corp. die Maschine, ließ sie mit dem Kennzeichen N2333 zu und baute sie zu einem Riley Turbo Skyliner um. Am 24. September 1968 kaufte Aspen Airways die Maschine. Im Jahr 1973 kaufte Trans Magic Airlines die Maschine, 1974 wurde sie an Air Idaho verkauft. Im März 1980 übernahm Fischer Brothers Aviation, die Flüge unter dem Markennamen Allegheny Commuter durchführte, und ließ diese mit dem neuen Kennzeichen N14FB zu. Am 7. November wurde die Maschine an den Flugzeughersteller Short Brothers verkauft. Am 16. Januar  1984 übernahm Susquehanna Airlines die Maschine, im Dezember 1985 schließlich Fiji Air, wobei die Maschine in diesem Zuge ihr neues Kennzeichen DQ-FEC erhielt. Das viermotorige Zubringerflugzeug war mit vier 6-Zylinder-Ottomotoren des Typs Lycoming IO-540 ausgerüstet.

## Passagiere und Besatzung
Den inländischen Linienflug von Vanua Balavu nach Suva-Nausori hatten an diesem Tag nur zwei Passagiere angetreten. Es befand sich ein einzelner Pilot als einziges Besatzungsmitglied an Bord der Maschine. Auf dem Regionalflug waren keinerlei Flugbegleiter vorgesehen.

## Unfallhergang
Der Start der Maschine wurde an dem Tag bei schlechtem Wetter von einer abschüssigen Startbahn und mit Gegenwind durchgeführt. Während des Startlaufs kam die Maschine nach links von der Startbahn ab und kollidierte mit Bäumen. Die Maschine wurde durch die Kollision zerstört. Ein Passagier kam durch den Unfall ums Leben, die beiden anderen Insassen wurden verletzt.

## Ursache
Die Unfalluntersuchung ergab einerseits, dass dem Piloten während des Startlaufs nicht genügend visuelle Referenzpunkte zur Verfügung gestanden hatten, um einen Geradeauslauf der Maschine sicherzustellen. Zweitens wurde festgestellt, dass der Pilot aufgrund zuvor eingenommener Medikamente in seiner kognitiven Leistungsfähigkeit eingeschränkt war.